# Ordin de protecție
Ordinul de protecție este o măsură juridică emisă de către instanța de judecată sau de poliție (în situația ordinului de protecție provizoriu emis pe o perioadă maximă de 5 zile) și pusă în aplicare de poliție, pentru a proteja o persoană care se află în pericol de a suferi o violență fizică, psihologică, sau alte abuzuri din partea unei alte persoane. Acest ordin impune agresorului anumite interdicții sau obligații, cu scopul de a preveni viitoare acte de violență sau hărțuire.
Acesta poate fi emis pentru o perioadă maximă de 12 luni (sau de 5 zile dacă este emis de către polițist), nu se poate reînnoi dar se poate solicita un nou ordin de protecție. 
Prin ordinul de protecție pot fi emise următoarele măsuri-obligații și interdicții:
1. evacuarea temporară a agresorului din locuința comună;
2. reintegrarea victimei și, după caz, a membrilor familiei acesteia în locuința comună;
3. obligarea agresorului la păstrarea unei distanțe minime determinate față de victimă, față de membrii familiei acesteia ori față de reședința, locul de muncă sau unitatea de învățământ a persoanei protejate;
4. interdicția pentru agresor de a se deplasa în anumite localități sau zone determinate pe care persoana protejată le frecventează ori le vizitează periodic;
5. obligarea agresorului de a purta permanent un dispozitiv electronic de supraveghere;
6. interzicerea oricărui contact, inclusiv telefonic, prin corespondență sau în orice alt mod, cu victima;
7. obligarea agresorului de a preda poliției armele, componentele esențiale și munițiile deținute, documentele în care acestea sunt înscrise, precum și autorizația/autorizațiile de procurare a armelor emisă/emise pe numele acestuia.

#### Legislație aplicabilă
Începând cu anul 2024, ordinul de protecție este prevăzut în 2 legi diferite care instituie măsuri de protecție față de categorii diferite de persoane. Prima lege și cea mai veche, Legea nr. 217 din 22 mai 2003 (republicată) pentru prevenirea și combaterea violenței domestice, instituie măsuri de protecție față de victima care este membru de familie cu agresorul.
A doua lege și cea mai nouă, Legea nr. 26 din 28 februarie 2024 privind ordinul de protecție, instituie măsuri de protecție față de victima care nu este membru de familie cu agresorul, putând avea orice relație cu acesta (în afară de soț, soție, concubin, etc).

#### Consecințe nerespectare ordin de protecție
Încălcarea de către persoana împotriva căreia a fost emis un ordin de protecție, a oricăreia dintre măsurile dispuse prin ordinul de protecție, constituie infracțiune și se pedepsește cu închisoare de la 6 luni la 5 ani.
1. 1 2  „LEGE 26 28/02/2024 - Portal Legislativ”. legislatie.just.ro. Accesat în 29 decembrie 2024.
2. ↑  „LEGE 217 22/05/2003 - Portal Legislativ”. legislatie.just.ro. Accesat în 29 decembrie 2024.
3. ↑  „LEGE 26 28/02/2024 - Portal Legislativ”. legislatie.just.ro. Accesat în 29 decembrie 2024.